# Qualificazioni alla Volleyball Challenger Cup femminile 2019 (NORCECA)
Le qualificazioni nordamericane alla Volleyball Challenger Cup femminile 2019 si sono svolte dal 31 maggio al 2 giugno 2019: al torneo hanno partecipato tre squadre nazionali nordamericane e una si è qualificata alla Volleyball Challenger Cup 2019.

## Impianti
|                                                                           |  |  |
|                                                                           |  |  |
| Sportplex Beau-Chatea Città: Québec Capienza: 5 527 Anno d'apertura: 1984 |  |  |

## Regolamento

### Formula
Le squadre hanno disputato un'unica fase con formula del girone all'italiana.

### Criteri di classifica
Se il risultato finale è stato di 3-0 sono stati assegnati 5 punti alla squadra vincente e 0 a quella sconfitta, se il risultato finale è stato di 3-1 sono stati assegnati 4 punti alla squadra vincente e 1 a quella sconfitta, se il risultato finale è stato di 3-2 sono stati assegnati 3 punti alla squadra vincente e 2 a quella sconfitta.
L'ordine del posizionamento in classifica è stato definito in base a:
- Numero di partite vinte;
- Punti;
- Ratio dei set vinti/persi;
- Ratio dei punti realizzati/subiti;
- Risultati degli scontri diretti.

## Squadra partecipanti
- Canada
- Cuba[1]
- Messico
- Porto Rico

## Torneo

### Risultati
| 31 maggio 2019 Sportplex Beau-Chatea, Québec Durata: 1h:32 - Spettatori: 1 500 | Porto Rico | 3 - 0 | Messico    | 25-20, 25-12, 25-15 |
| 1º giugno 2019 Sportplex Beau-Chatea, Québec Durata: 1h:24 - Spettatori: 1 500 | Canada     | 3 - 0 | Messico    | 25-14, 25-16, 25-17 |
| 2 giugno 2019 Sportplex Beau-Chatea, Québec Durata: 1h:32 - Spettatori: 1 500  | Canada     | 3 - 0 | Porto Rico | 25-21, 25-20, 25-20 |

### Classifica
| Pos. | Squadra    | Pt | G | V | P | SV | SP | Ratio | PF  | PS  | Ratio |
| ---- | ---------- | -- | - | - | - | -- | -- | ----- | --- | --- | ----- |
| 1.   | Canada     | 10 | 2 | 2 | 0 | 6  | 0  | MAX   | 150 | 108 | 1,388 |
| 2.   | Porto Rico | 5  | 2 | 1 | 1 | 3  | 3  | 1,000 | 136 | 122 | 1,114 |
| 3.   | Messico    | 0  | 2 | 0 | 2 | 0  | 6  | 0,000 | 94  | 150 | 0,626 |

## Classifica finale
| Pos | Squadra    | Rosa |
| --- | ---------- | --- |
| 1   | Canada     | Formazione: 1 Niles, 2 Bailey, 3 Van Ryk, 4 Richey, 5 Smith, 9 Gray, 11 Mitrovic, 12 Cross, 16 Joseph, 17 Moncks, 19 Bélanger, 20 Perrin, 22 Cyr, 23 Maglio, CT: Black |
| 2   | Porto Rico | Formazione: 3 León, 4 Santos, 6 Otero, 7 Enright, 8 Rojas, 12 Ortiz, 15 Rivera, 16 Collazo, 17 Prieto, 19 Jusino, 21 Victoriá, 23 Vélez, CT: Mieles                    |
| 3   | Messico    | Formazione: 3 Sanay, 4 M.F. Rodríguez, 6 J. Rodríguez, 7 Gutiérrez, 8 Gómez, 9 Vela, 10 Sainz, 11 Bañuelos, 12 Landeros, 15 Valle, 16 Corrales, 17 Flores, CT: Torres  |

|  | Qualificata alla Volleyball Challenger Cup 2019 |

## Premi individuali
| Premio                 | Nome              | Squadra    |
| ---------------------- | ----------------- | ---------- |
| MVP                    | Alexa Gray        | Canada     |
| Miglior realizzatrice  | Kiera Van Ryk     | Canada     |
| Miglior servizio       | Megan Cyr         | Canada     |
| Miglior difesa         | Stephanie Enright | Porto Rico |
| Miglior ricevitrice    | Lisbeth Sainz     | Messico    |
| Miglior palleggiatrice | Sashiko Sanay     | Messico    |
| Miglior opposto        | Paulina Prieto    | Porto Rico |
| Miglior schiacciatrice | Kiera Van Ryk     | Canada     |
| Miglior schiacciatrice | Pilar Victoriá    | Porto Rico |
| Miglior centrale       | Neira Ortiz       | Porto Rico |
| Miglior centrale       | Ana Sofía Jusino  | Porto Rico |
| Miglior libero         | Nomaris Vélez     | Porto Rico |